# ندومودي فينو
ندومودي فينو هو كاتب سيناريو وممثل هندي، ولد في 22 مايو 1948 في الهند. من الجوائز التي نالها جائزة الفيلم الوطني لأفضل ممثل مساعد ‏ وجائزة فيلم فير جنوب وجائزة ولاية كيرلا السينمائية لأفضل ممثل ‏.

## أعمال

### أفلام
- (2015) المذاق

## جوائز
- جائزة الفيلم الوطني لأفضل ممثل مساعد [الإنجليزية]‏
- جائزة فيلم فير جنوب
- جائزة ولاية كيرلا السينمائية لأفضل ممثل [الإنجليزية]‏

## وصلات خارجية
- ندومودي فينو على موقع IMDb (الإنجليزية)
- ندومودي فينو على موقع ألو سيني (الفرنسية)
- ندومودي فينو على موقع أول موفي (الإنجليزية)
- ندومودي فينو على موقع قاعدة بيانات الفيلم (الإنجليزية)
- ندومودي فينو على موقع كينوبويسك (الروسية)